# Kristina Michailowna Kutscherenko
Kristina Michailowna Kutscherenko (russisch Кристина Михайловна Кучеренко, wissenschaftliche Transliteration Kristina Michajlovna Kučerenko; * 18. Februar 1998 in Moskau) ist eine russische Theater- und Filmschauspielerin sowie Ballerina.

## Leben
Kutscherenko machte ihre Ausbildung zur Balletttänzerin an der Frunze Choreographic School. Anschließend studierte sie an der Gerassimow-Institut für Kinematographie in Moskau Schauspiel. Sie sammelte erste Erfahrungen als Schauspielerin in den Fernsehserien Dve sudby und Derevenskaya komediya. 2013 hatte sie eine Filmrolle in Dark World 2 – Equilibrium, 2015 in Dostali!. Seit 2020 hat sie Serienrollen in Three Captains und Storiz, außerdem spielte sie im selben Jahr im Spielfilm Plokhaya doch mit.

## Filmografie (Auswahl)
- 2002: Dve sudby (Две судьбы) (Fernsehserie)
- 2009: Derevenskaya komediya (Деревенская комедия) (Fernsehserie)
- 2012: Vozvrashchenie mushketyorov ili Sokrovishcha kardinala Mazarini (Возвращение мушкетеров, или Сокровища кардинала Мазарини) (Fernsehserie, 4 Episoden)
- 2013: Dark World 2 – Equilibrium (Temnyy mir: Ravnovesie/Тёмный мир: Равновесие)
- 2015: Dostali! (Достали!)
- 2017: Besstydniki (Бесстыдники) (Fernsehserie, Episode 1x03)
- 2018: Politseyskiy s Rublyovki (Полицаят от Рубльовка) (Fernsehserie, Episode 3x01)
- seit 2020: Three Captains (Tri kapitana/Три капитана) (Fernsehserie)
- seit 2020: Storiz (Истории) (Fernsehserie)
- 2020: Plokhaya doch (Плохая дочь)